# Weinréb Fülöp
Weinréb Fülöp (Valkóc, 1863. augusztus 12. – Budapest, 1934. március 24.) építész, a magyar szecesszió jelentős képviselője a millennium környéki időszakban.

## Élete
Zsidó családban született, mint Weinréb Sámuel kocsmáros és Fuchs Mária fia. 1895-ben Spiegel Frigyessel (1866-1933) építészirodát nyitott Budapesten. Néhány évnyi közös munka után, 1900 körül elváltak útjaik, viszont 1902-ben együtt lettek a Magyar Építőművészek Szövetsége alapító tagjai, Weinréb pedig a Fészek Klub tagja lett. A Tanácsköztársaság idején őt is megbízták szakmába vágó szereppel, így annak bukása után néhány évre a nejével, Spiegellel, Molnár Ferenccel és Karinthy Frigyessel együtt Nagyváradra költözött, ahol megalakították az emigránsok baráti társaságát.
1923-ban tért vissza Budapestre, tíz évvel később elhunyt, halálát szívizom-elfajulás okozta. 
Sírja a Kozma utcai izraelita temetőben található. 

## Magánélete
Házastársa Planer Anna Hermin (1863–1930) volt, Planer Bernát székesfehérvári orvos és Schlesinger Lujza lánya, akivel 1893. március 28-án Budapesten kötött házasságot.

## Épületei

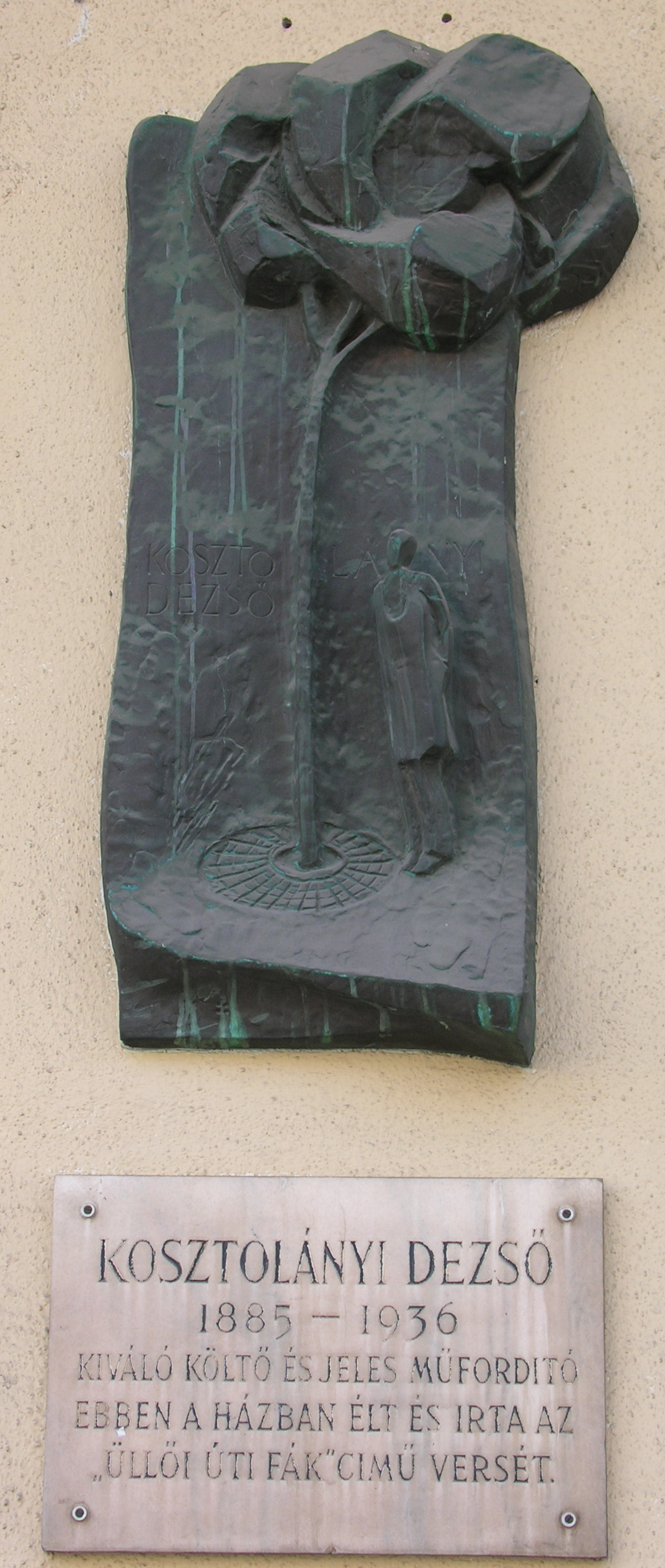
Kosztolányi Dezső emléktáblája az Üllői út 21. sz. házon

- VIII. kerület, Rákóczi út 69. a Makkhetes kocsmát befogadó földszintes ház helyén 1896-ban itt épült meg az általuk tervezett ötszintes bérház, kétszintes üzlethelyiségekkel. Weinréb főleg az épületszerkezeteket, míg Spiegel a kreatív munkát tervezte.[6]
- VI. Izabella utca 94-96., Lindenbaum-házak, 1896-1897, Spiegel Frigyessel. A két épület egyike egy felújításnak köszönhetően régi fényében látszik, a másik még megmentésre vár.[7]
- VI. kerület, Bajcsy-Zsilinszky út 63. – Jókai utca 40., átjáróház,[8][9] 1897, Spiegel Frigyessel közösen. A Nyugati téri felüljáró közelében épült a város egyik első szecessziós lakóházaként
- IX. kerület, Üllői út 21., lakóház 1897–1898, Spiegel Frigyessel közösen, az Üllői-úti fák című Kosztolányi Dezső-vers keletkezési helye (1906), a költő egykori lakása[10]
- I. kerület, Várkert rakpart 16. – Döbrentei u. 22., a főváros legkeskenyebb (elülső – a Dunára néző, szélesebb – homlokzata 620, a Tabánra néző pedig csak 550 cm széles), neogótikus háza, az Erzsébet híd budai hídfőjétől északra, Spiegel Frigyessel közösen épített lakóház, 1898[11]
- XIII. kerület, Váci út-Árbóc-Visegrádi-Süllő utca tömbje 1896-97-ben, Spiegel Frigyessel közösen. Szoba-konyhás munkás lakóházak (tizenháromház és hétház).

### Csak kivitelező volt
- 1901–1902: Schanzer–Adler-bérház, Budapest, Visegrádi u. 21. (tervező: Ágoston Géza és Klinger József)[12] – a homlokzat átalakítva